# Caio Rubélio Blando
Caio Rubélio Blando (em latim: Gaius Rubellius Blandus) foi um senador romano nomeado cônsul sufecto em 18 com Marco Vipstano Galo. Era neto de Rubélio Blando, de Tibur, um equestre famoso por ter sido o primeiro romano a ensinar retórica, e irmão de Lúcio Rubélio Gêmino, cônsul em 29. Blando se casou em 33 com Júlia Lívia, filha de Druso, o Jovem, e neta de Tibério.

## Carreira
Como primeiro membro de sua família a ser admitido no Senado Romano, Blando era considerado um homem novo, o que repetidas vezes atrapalhou sua carreira. Seu cursus honorum está documentado em diversas inscrições encontradas no norte da África. Através delas, sabemos que ele começou sua carreira como questor a serviço do imperador Augusto e depois foi tribuno da plebe e pretor. Dois anos depois, Blando serviu como cônsul sufecto. Durante seu mandato, se envolveu no julgamento de Emília Lépida, propondo a moção para torná-la uma fora-da-lei, que foi aprovada.
As fontes primárias se contradizem sobre quando Blando foi admitido no prestigioso colégio dos pontífices, se antes ou depois de seu consulado; uma inscrição lista o feito antes e outras duas, depois. Sobre o tema, Hoffman afirma que Blando "provavelmente recebeu o pontificado tarde por causa de seu nascimento simples". Apesar de sua história familiar, Blando conquistou o que era considerado o pináculo de uma carreira senatorial, o cargo de procônsul da África entre 35 e 36. Ao retornar a Roma, Blando foi selecionado como um dos quatro membros de uma comissão formada para avaliar os danos provocados por um incêndio no começo daquele mesmo ano.

## Casamentos e família
Em 33, Blando se casou com Júlia Lívia, uma das princesas da casa imperial júlio-claudiana. Apesar de ele ter sido cônsul sufecto em 18, o casamento foi considerado um desastre social e Tácito chegou a incluir o casamento numa lista das "muitas tristezas que se abateram sobre Roma", composta principalmente por mortes de várias pessoas consideradas importantes por ele; Ronald Syme identifica a reação do historiador como o "tom e os sentimentos de um homem escravizado pelos padrões de classe e status". Ela era filha de Lívila e Druso, o Jovem, e neta do imperador Tibério.
O casal teve pelo menos dois filhos, Caio Rubélio Plauto, que foi considerado um rival do futuro imperador Nero, e Rubélia Bassa. Dois outros filhos são de paternidade incerta: uma única inscrição cita um Rubélio Druso, morto antes de seu terceiro aniversário, e Juvenal sugere um outro, também chamado Caio Rubélio Blando.